# ポール・キャラック
ポール・キャラック（英語: Paul Carrack、1951年4月22日 - ）は、イングランドのキーボーディスト、シンガー・ソングライター。エース、スクイーズ、マイク&ザ・メカニックス等に在籍した。
独特の声質と卓越した歌唱力によって、それぞれのバンドの代表曲を多く生み出した。

## 略歴
1978年9月、2年間解散していたロキシー・ミュージックが再結成され、キャラックは準メンバーの契約の下にキーボーディストとして迎えられた。彼はアルバム『マニフェスト』（1979年）と『フレッシュ・アンド・ブラッド』（1980年）の制作と、後者の発表に引き続いて行なわれたツアーに参加した。

## ディスコグラフィ

### ソロ・アルバム
- Nightbird (1980年)
- 『サバーバン・ヴードゥー』 - Suburban Voodoo (1982年)
- 『ワン・グッド・リーズン』 - One Good Reason (1987年)
- 『グルーヴ・アプルーヴド』 - Groove Approved (1989年)
- 『ブルー・ヴューズ』 - Blue Views (1996年)
- 『ビューティフル・ワールド』 - Beautiful World (1997年)
- 『サティスファイ・マイ・ソウル』 - Satisfy My Soul (2000年)
- 『グルーヴィン』 - Groovin' (2001年)
- 『イット・エイント・オーヴァー』 - It Ain't Over (2003年)
- Winter Wonderland (2005年) a.k.a. A Soulful Christmas
- Old, New, Borrowed and Blue (2007年)
- I Know That Name (2008年)
- A Different Hat (2010年) with The Royal Philharmonic Orchestra
- 『グッド・フィーリング』 - Good Feeling (2012年)
- 『レイン・オア・シャイン』 - Rain or Shine (2013年)
- 『ソウル・シャドウズ』 - Soul Shadows (2016年)
- 『ジーズ・デイズ』 - These Days (2018年)

### ライブ・アルバム
- Live At The Opera House (2004年)
- Live in Liverpool (2005年)
- I Know That Name - Live In Concert (2009年)
- Good Feeling Tour Live (2013年)
- 『ライヴ・アット・ザ・ロンドン・パラディウム2015』 - Live at the London Palladium (2015年)

### コンピレーション・アルバム
- Ace Mechanic (1987年)
- The Carrack Collection (1988年)
- Twenty-One Good Reasons: The Paul Carrack Collection (1994年)
- 『ベスト・オブ・ポールキャラック』 - Carrackter Reference (1995年)
- Still Groovin' (2002年) (a reissue of 2001's Groovin', with bonus tracks)
- Greatest Hits - The Story So Far (2006年)
- Collected (2012年)
- 『ザ・ベスト・オブ・ポール・キャラック』 - The Best Of (2014年)
- 『ザ・シングル・コレクション 2000-2017』 - The Singles Collection 2000-2017 (2017年)

### 主なシングル
- "en:Don't shed a tear" (1987年) ※全米シングルチャートで8位を記録している。